# Dibenzofurane
Le dibenzofurane est un composé organique hétérocycle constitué d'un furane lié à deux benzènes.

## Histoire
Ce composé fut synthétisé pour la première fois en 1866 par C. Lesimple à partir du phosphate de triphényle et de l'oxyde de calcium. Il fut caractérisé en 1871 par W. Hoffmeister et découvert comme étant un composant du goudron en 1901 par G. Kraemer et R. Weissgerber.

## Propriétés physico-chimiques
Le benzofurane est soluble dans le diéthyléther, le benzène, l'acide acétique, peu soluble dans l'éthanol et insoluble dans l'eau.

## Production et synthèse
Il est extrait du goudron où il est présent à une concentration d'environ 1 % dans une fraction comprise allant de 270 à 290 °C qui contient environ 30 % de dibenzofurane. Une seconde distillation le séparant de l'acénaphtène et une cristallisation permettent d'obtenir un produit techniquement pur.
Il peut être synthétisé par déshydrogénation du phénol à 450 °C, par déshydrogénation oxydative du phénol et cyclisation du 2-cyclohexenylcyclohexanone ainsi formé, par cyclisation de diphényléther en présence de l'acétate de palladium ou encore par pyrolyse de l'anhydride phtalique en présence de furane. L'extraction du goudron couvrant les besoins, les synthèses n'ont pas d'applications industrielles.

## Utilisation
Pour sa résistance à la chaleur, il est utilisé comme fluide caloporteur. Il sert de précurseur à plusieurs additifs pour plastiques, pour des monomères, de parfums, de produits pharmaceutiques ou de sédatifs.